# Poienile de sub Munte
Poienile de sub Munte (ukrainisch [Русь] Поляни/[Rus] Poljany oder Полонина/Polonyna, ungarisch Ruszpolyána oder Havasmező, deutsch Reußenau, jiddisch Vermeziv, hebräisch פאליען-ריסקווה) ist ein Ort und eine Gemeinde im Kreis Maramureș ganz im Norden Rumäniens.

## Lage

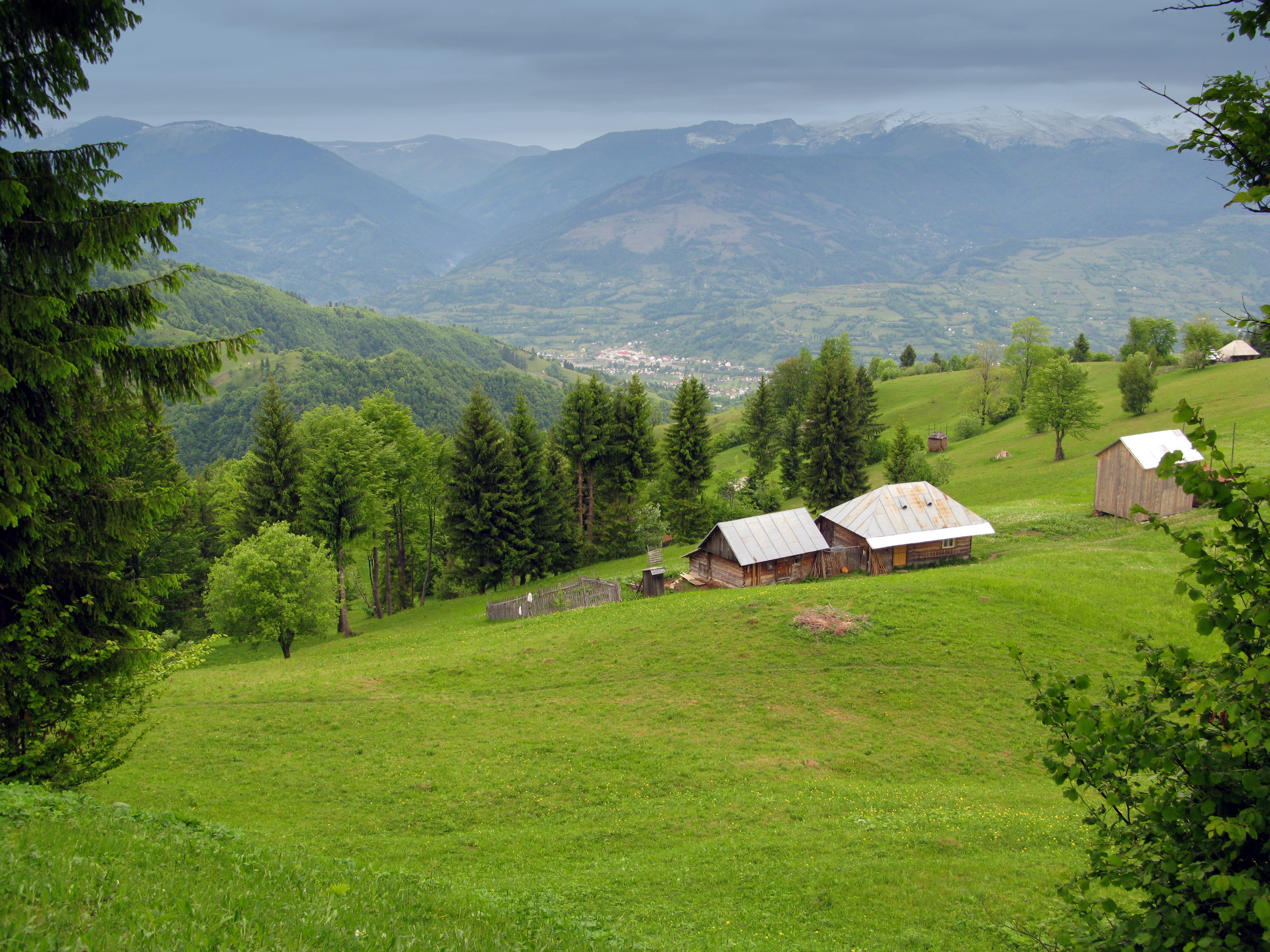
Poienile de sub Munte, Südansicht von der Höhensiedlung Obcina aus

Der Ort liegt im Nebental Valea Misica, das bei Leordina vom Wischautal nach Nordosten abzweigt. Er ist etwa 10 km von der ukrainischen Grenze entfernt.
Poienile ist die größte Gemeinde im rumänischen Teil der Maramuresch. Der weitaus größte Teil der Gemeinde ist bewaldetes Bergland des Maramuresch-Gebirges, eines Teils der Waldkarpaten. Im Nordwesten liegt das Massiv des Pip Iwan Maramureș (Vârful Pop Ivan, 1936 m), im Norden der Farcău (Vârful Farcău, 1956 m), im Nordosten der Vârful Rechita (1573 m) und im Süden die Berge der Pietrosul-Maramureșului-Gruppe. Die Flüsse Rica, Socolau, Bardiu und Covasnita vereinigen sich auf dem Gemeindegebiet zur Ruscova, welche in die Vișeu (Wischau) entwässern.

## Geschichte
Die älteste schriftliche Erwähnung von Poienile de Sub Munte im Jahre 1353 macht den Ort zu einem der ältesten in der Maramuresch. Weiterhin wird der Ort im 14. und 15. Jahrhundert durch Ioan Mihalyi de Apsa ("Diplomele maramuresene" von 1411) erwähnt, wobei die Siedlung Bestandteil des Knesats von Cuhea war. Seit damals ist der Ort, bezeichnet als Ruskopolanya bzw. Poiana Rusului, Ruspolyana und Polyana, vornehmlich von Bewohnern slawischer Abstammung besiedelt. Bis zum Zweiten Weltkrieg lebte im Ort eine starke jüdische Minderheit (1920 mehr als 15 %). Heute wohnen hier ruthenische und rumänische Bauern.

## Wirtschaft
Die Gemeinde wird überwiegend von Bauern besiedelt, die in der abgelegenen Region ihre Großgrundstücke besitzen. Auch die traditionelle Holzwirtschaft dient als Einkommensquelle der hiesigen Bevölkerung.